# Fairfax (Carolina del Sud)
Fairfax és una població dels Estats Units a l'estat de Carolina del Sud. Segons el cens del 2000 tenia 3.206 habitants.

## Demografia
Segons el cens del 2000, Fairfax tenia 3.206 habitants, 845 habitatges i 549 famílies. La densitat de població era de 372,8 habitants/km².
Dels 845 habitatges en un 29,8% hi vivien nens de menys de 18 anys, en un 30,1% hi vivien parelles casades, en un 29,5% dones solteres, i en un 35% no eren unitats familiars. En el 32,9% dels habitatges hi vivien persones soles el 14,7% de les quals corresponia a persones de 65 anys o més que vivien soles. El nombre mitjà de persones vivint en cada habitatge era de 2,46 i el nombre mitjà de persones que vivien en cada família era de 3,13.
Per edats la població es repartia de la següent manera: un 18,8% tenia menys de 18 anys, un 12,4% entre 18 i 24, un 37% entre 25 i 44, un 20,4% de 45 a 60 i un 11,3% 65 anys o més.
L'edat mediana era de 35 anys. Per cada 100 dones de 18 o més anys hi havia 195,2 homes.
La renda mediana per habitatge era de 17.083 $ i la renda mediana per família de 26.097 $. Els homes tenien una renda mediana de 26.759 $ mentre que les dones 19.471 $. La renda per capita de la població era de 8.940 $. Entorn del 26,4% de les famílies i el 37,8% de la població estaven per davall del llindar de pobresa.

## Poblacions més properes
El següent diagrama mostra les poblacions més properes.